# Мацанова афера
 Тази статия е за аферата на ВМОРО от 1906 година.  За тази от 1901 вижте Солунска афера.  
Мацановата или Солунската афера е афера в революционното движение на българите в Македония, избухнала в 1906 година в Солун във връзка с разкритията на османските власти в града на Вътрешната македоно-одринска революционна организация. Аферата избухва, след като в ръцете на властите попада случайно дневник на учителя в Солунската гимназия Андрей Мацанов (или от открито случайно писмо на Константин Мацанов до Екзархията), в който Мацанов е записал всичко, което знае или иска да знае за по-видните дейци на ВМОРО в Солун и околните градове. Фактите и личните преценки на учителя, записани в този дневник, стават причина за задържане на 36 учители. За да не бъдат арестувани, много избягват извън града. Заедно с учителите в затвора попадат и много граждани по подозрение, че са свързани с революционната организация. Солунската българската мъжка гимназия е обискирана и запечатана. Така с Мацановата афера се нанася удар на учебното дело в Солун, на окръжния, околийския и местния комитет на ВМОРО.
Атанас Шопов се обръща за съдействие към консулите на Австро-Унгария, Русия и Франция, които му обещават застъпничество и съветват роднините на арестуваните да пишат до Хилми паша и до тях, че родственикът им не е участвал в нищо революционно и вероятно е арестуван по доносничество. В резултат голяма част от арестантите са освободени, а обвинения са повдигнати само на 23 души, от които само 6 са осъдени на различни срокове затвор. Димитър Сакъов разказва друга история – баща му и приятеля му Хюлюси бей скрояват план, според който Константин Мацанов трябва да се преструва на луд, двама лекари, предварително уговорени, да твърдят, че той е душевно болен, и специално подбрани съседи на семейството да свидетелстват, че „той от малък си е будала“. В резултат на този план и „само с 200 т.л.“ затворниците, сред които е и зетът на Д. Сакъов – Атанас Яранов, били след това освободени.
На 7 март Солунският извънреден съд обявява присъдите:
| Номер | Име                   | Родно място   | Длъжност                                          | Присъда                                                   |
| ----- | --------------------- | ------------- | ------------------------------------------------- | --------------------------------------------------------- |
| 1     | Петър Раков           | Пещера        | учител                                            | вечен тъмничен затвор                                     |
| 2     | Александър Димитраков | Крива паланка | –                                                 | вечен тъмничен затвор                                     |
| 3     | Константин Мацанов    | Велес         | –                                                 | изпратен на лечение в болница за душевно болни в Цариград |
| 4     | Димо Търтопов         | Енидже Вардар | –                                                 | 4 години затвор                                           |
| 5     | Христо Динев          | Енидже Вардар | –                                                 | 4 години затвор                                           |
| 6     | Владимир Пуздерлиев   | Щип           | –                                                 | 3 години затвор                                           |
| 7     | Милан                 | Щип           | –                                                 | 3 години затвор                                           |
| 8     | Иван Сапунаров        | Загоричани    | учител в Солунската българска мъжка гимназия      | освободен                                                 |
| 9     | Калейчов              | -             | учител в Солунската българска мъжка гимназия      | освободен                                                 |
| 10    | Атанас Яранов         | Кукуш         | учител в Солунската българска мъжка гимназия      | освободен                                                 |
| 11    | Мирчев                | -             | учител в Солунската българска мъжка гимназия      | освободен                                                 |
| 12    | Лука Перфанов         | Панагюрище    | учител в Солунската българска мъжка гимназия      | освободен                                                 |
| 13    | К. Георгиев           | –             | учител в Битолската българска класическа гимназия | освободен                                                 |
| 14    | Любомир Драндаров     | Ресен         | студент                                           | освободен                                                 |
| 15    | Борис Гавазов         | –             | –                                                 | освободен                                                 |
| 16    | Кочо Хаджитонев       | –             | –                                                 | освободен                                                 |
| 17    | Вангел Сечков         | –             | –                                                 | освободен                                                 |
| 18    | Христо Янков          | –             | –                                                 | освободен                                                 |
| 19    | Мише Ставрев          | –             | –                                                 | освободен                                                 |
| 20    | Мицо Ковачев          | –             | –                                                 | освободен                                                 |
| 21    | еврейче               | Солун         | –                                                 | освободено                                                |

В резултат от събитията по Мацановата афера българите в Солун са изключително изплашени; руският пътешественик А. Сиротинин, посетил града в 1906 г., отбелязва страха им дори да сложат на магазините си надписи на български език. Тий пише също, че „бедата на човека, който
се изяви като народен деец, е, че ако не го убият гърците, турците ще го затворят в Бялата кула“.